# Joseph Charles Roëttiers
Joseph Charles Roëttiers (Parigi, 1691 – Parigi, 1779) è stato un medaglista francese, che fu graveur général des monnaies dal 1727 al 1753.
Fece parte di una famiglia famosa in questo settore i cui componenti coprirono l'incarico di graveur général des monnaies dal 1682 al 1774. Era figlio Joseph Roëttiers e fu padre di Charles Norbert Roëttiers.
Imparò il mestiere di incisore di medaglie dal padre e da suo cugino Norbert Roëttiers.
Nel 1715 ottenne il titolo di "Graveur des médailles du Roi".
Nel 1727 fu nominato Graveur général des monnaies de France.
A lui si deve la creazione di diversi tipi monetari sotto Luigi XV, sia luigi d'oro che écu d'argento. Queste monete sono considerate tra le più belle della numismatica francese: 
- Louis d'or aux lunettes (1726-1740) ; Ecu aux branches d'olivier (1726-1741)
- Louis d'or au bandeau (1740-1774) ; Ecu au bandeau (1740-1773)
- Louis d'or à la vieille tête (1771-1774) ; Ecu à la vieille tête (1770-1774)

Il a aussi créé plusieurs médailles commémoratives:
- Louis XV, accession au trône 1715 con Jean Mauger
- Destruction et Restauration de la ville de Rennes, 1732
- Bataille de Saint-Cast, 1758